# Mitrospingidae
Mitrospingidae je nepočetná čeleď pěvců původem z neotropické oblasti.

## Systematika
Čeleď Mitrospingidae zahrnuje tři rody a čtyři druhy, níže uvedené i s areálem výskytu. České názvosloví vychází podle Hudce, 2003:
- Mitrospingus Ridgway, 1898
  - tangara Cassinova (Mitrospingus cassinii) (Lawrence, 1861) – Kostarika až Ekvádor
  - tangara horská (Mitrospingus oleagineus) (Salvin, 1886) – Tepui
- Orthogonys Strickland, 1844
  - tangara travní (Orthogonys chloricterus) (Vieillot, 1819) – jihovýchodní Brazílie
- Lamprospiza Cabanis, 1847
  - tangara červenozobá (Lamprospiza melanoleuca) (Vieillot, 1817) – Amazonie

Samotné české názvosloví napovídá, že zástupci této čeledi byli historicky sdružováni v rámci tangarovitých (Thraupidae), extrémně početné čeledi pěvců ze Střední a Jižní Ameriky. V rámci samostatné čeledi tyto tři uvedené rody sdružila studie Barker & kol., 2013. Tangary z čeledi Mitrospingidae mohou představovat sesterskou skupinu vůči čeledím Cardinalidae a Thraupidae, novější studie však naznačují i sesterský vztah čeledí Mitrospingidae a Thraupidae.

## Charakteristika

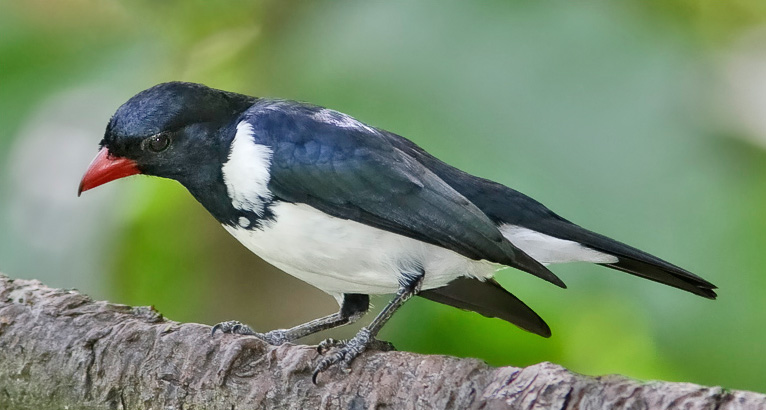
tangara červenozobá (Lamprospiza melanoleuca)

Jde o středně velké pěvce s krátkými až středně velkými křídly, středně dlouhým ocasem a statnými končetinami. Výrazný zobák má v případě rodu Lamprospiza červené zbarvení, u ostatních druhů je spíše tmavý a ne tolik mohutný. Zbarvení peří se pohybuje ve žlutě olivových až šedých odstínech, rod Lamprospiza opět vyniká výraznějšími barvami, konkrétně kontrastním černo-bílým vzorem. Není vyvinut výrazný pohlavní dimorfismus.
Domovinou těchto pěvců jsou tropické lesy a částečně i přidružené biotopy. Jde o družné hmyzožravce, již se hojně přiživují i plody. Někdy tvoří mezidruhová hejna a ozývají se pronikavým křikem. O hnízdním chování tangar z čeledi Mitrospingidae je obecně známo jen mizivé množství informací. Pozorování tangary Cassinovy však odhalilo, že se o ptáčata starali alespoň tři jedinci, což nasvědčuje kooperativnímu způsobu rozmnožování, kdy hnízdnímu páru ve výchově potomstva pomáhají další příbuzní ptáci.